# 1890 en sociologie
| Années de la sociologie : 1887 - 1888 - 1889 - 1890 - 1891 - 1892 - 1893    |
| Décennies de la sociologie : 1860 - 1870 - 1880 - 1890 - 1900 - 1910 - 1920 |

Cet article présente les événements de l'année 1890 dans le domaine de la sociologie. 

## Publications

### Livres
- Sir James George Frazer, The Golden Bough
- Alfred Marshall, Principles of Economics
- Georg Simmel, Differentiation sociale
- Gabriel Tarde, Laws of Imitation

## Naissances
- 8 mars : Oswald von Nell-Breuning